# アメリカ自動車協会
アメリカ自動車協会（-じどうしゃきょうかい、英語: American Automobile Association）とは、アメリカ合衆国50州とワシントンD.C.の自動車協会が連合した非営利団体である。会員数は約4,600万名で同種の自動車クラブでは世界最大。略称はAAA（トリプルエー）。FIA（国際自動車連盟）に加盟している。
日本のJAF（日本自動車連盟）に相当する組織。ただし、四輪モータースポーツ関連の業務は別組織が行っている。加入者に対して自動車に対する救援などのロードサービスや、旅行情報を提供している。JAFと同様にFIA傘下であるため、JAF会員である日本人が米国において自動車を運転する場合は、AAAの提供するロードサービスを受けることができる。提携施設（ホテルへの宿泊、施設での入場料、食事、買い物、アムトラックへの乗車等）はJAFはAAAと契約しているため割引を受けられる。

## 沿革
- 1902年 イリノイ州で設立
- 1905年 最初のロードマップを発行
- 1920年 交通安全事業を開始
- 1936年 歩行者安全プログラム事業を開始